# Ciência e tecnologia no Brasil

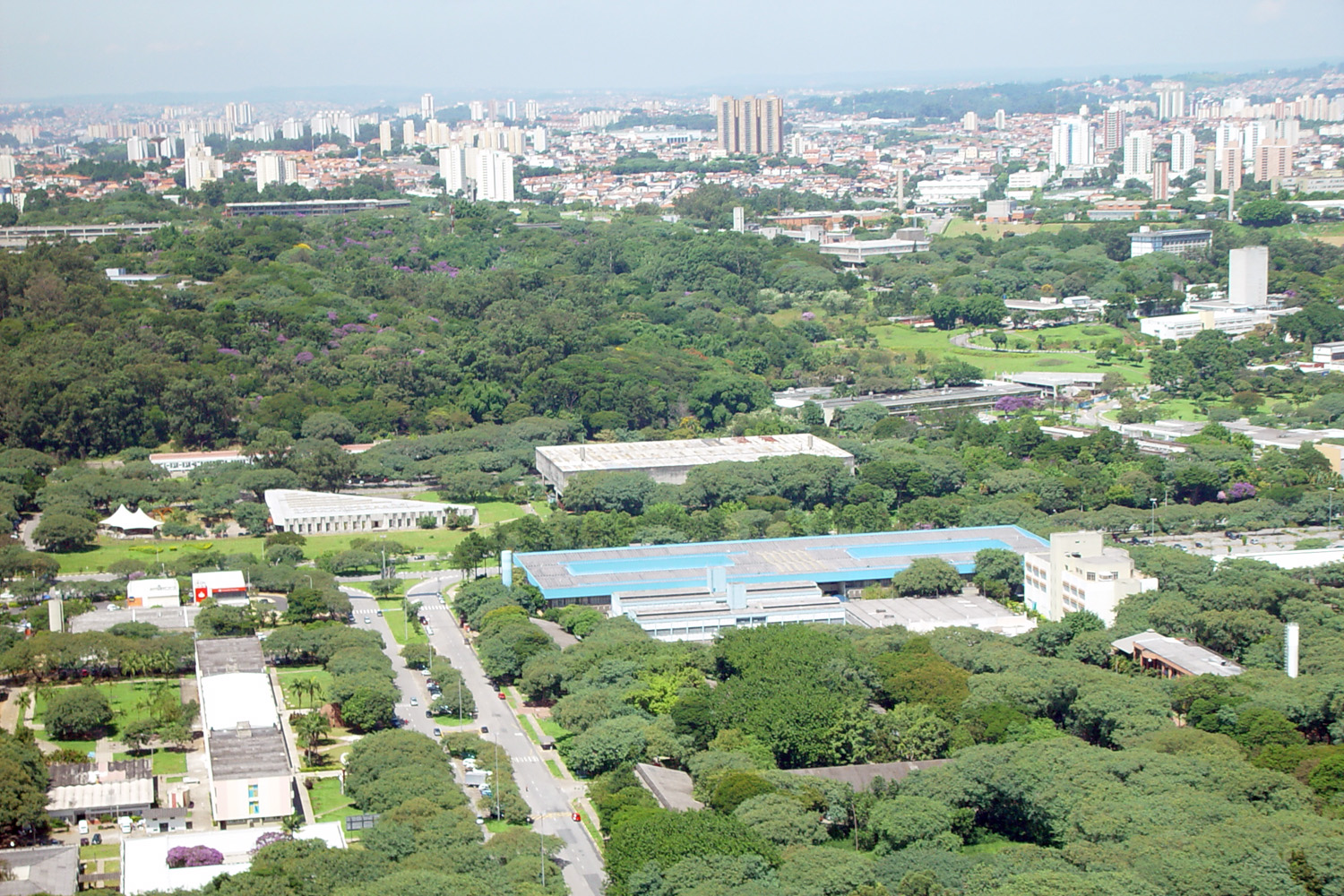
A cidade universitária da USP, uma universidade dentre as melhores do mundo

Ciência e tecnologia no Brasil são produzidas em grande parte nas universidades públicas e institutos de pesquisa. Neste campo de conhecimento o Brasil obteve, nas últimas décadas, uma posição significativa no cenário internacional. Segundo o Relatório Global de Tecnologia da Informação 2010–2011 do Fórum Econômico Mundial, o Brasil é o 56.º maior desenvolvedor mundial de TI.
O Brasil possui o mais avançado programa astronômico de exploração espacial da América Latina, com recursos significativos para veículos de lançamento como a família de foguetes sub orbitais VS e fabricação de satélites. Na história do programa espacial brasileiro, a Agência Espacial Brasileira (AEB) assinou um acordo com a Administração Nacional de Aeronáutica e Espaço (NASA), do Estados Unidos, em 14 de outubro de 1997, para fornecer peças para a Estação Espacial Internacional. Este acordo possibilitou ao Brasil treinar seu primeiro astronauta. Em 30 de março de 2006, o coronel Marcos Pontes a bordo do veículo Soyuz se transformou no primeiro astronauta brasileiro e o terceiro latino-americano a orbitar a Terra.
Já sobre o programa nuclear brasileiro, o urânio enriquecido na Fábrica de Combustível Nuclear (FCN), de Resende, no estado do Rio de Janeiro, atende à demanda energética do país. Existem planos para a construção do primeiro submarino nuclear do país. O país realiza pesquisas sobre fusão nuclear e possui três tokamaks (reatores experimentais de fusão) instalados na Unicamp, USP e INPE. O ETE (Experimento Tokamak Esférico), foi projetado e construído por esta última instituição, que também o opera. O Brasil também é um dos três países da América Latina com um laboratório do tipo síncrotron em operação, um mecanismo de pesquisa da física, da química, das ciências dos materiais e da biologia.
O Brasil também tem um grande número de notáveis personalidades científicas. Entre os inventores brasileiros mais reconhecidos estão os padres Bartolomeu de Gusmão, Roberto Landell de Moura e Francisco João de Azevedo, além de Alberto Santos Dumont, Evaristo Conrado Engelberg, Manuel Dias de Abreu, Andreas Pavel e Nélio José Nicolai. A ciência brasileira é representada por nomes como César Lattes (físico brasileiro codescobridor do méson pi), Mário Schenberg (considerado o maior físico teórico do Brasil), José Leite Lopes (único físico brasileiro detentor do UNESCO Science Prize), Artur Ávila (o primeiro latino-americano ganhador da Medalha Fields) e Fritz Müller (pioneiro no apoio factual à teoria da evolução apresentada por Charles Darwin).

## História

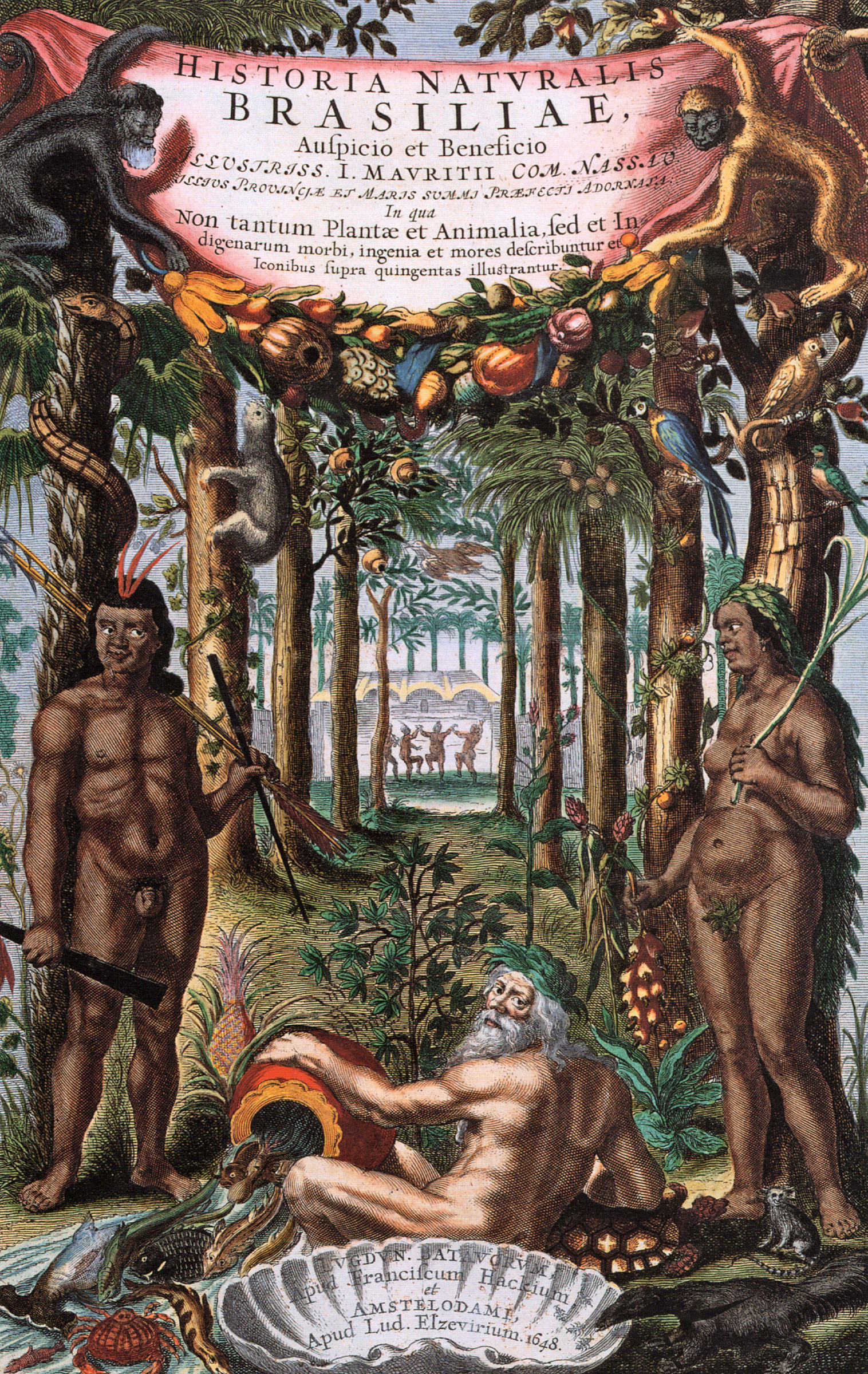
Frontispício do Historia Naturalis Brasiliae, primeiro tratado de história natural do Brasil.

As primeiras tentativas de estabelecer a ciência no Brasil foram feitas no século XVII, durante o domínio holandês em Pernambuco. No antigo Palácio de Friburgo, situado na então sede da colônia de Nova Holanda, Recife, foram instalados um observatório astronômico — o primeiro do Hemisfério Sul — e um jardim zoobotânico — o primeiro do continente americano, no qual foi reunida uma grande variedade de exemplares da flora e da fauna dos trópicos, que serviram de fonte para os primeiros tratados de história natural do Brasil, como a obra Historia Naturalis Brasiliae dos naturalistas Guilherme Piso e George Marcgraf.
Contudo, a produção científica brasileira começou, efetivamente, nas primeiras décadas do século XIX, quando a família real e a nobreza portuguesa, chefiadas pelo príncipe-regente João de Bragança (futuro rei Dom João VI), chegaram no Rio de Janeiro, fugindo da invasão do exército de Napoleão Bonaparte em Portugal, em 1807. Até então, o Brasil era uma colônia portuguesa, sem universidades e organizações científicas, em contraste com as ex-colônias americanas do império espanhol, que apesar de terem uma grande parte da população analfabeta, tinham um número considerável de universidades desde o século XVI.

### Cronologia
- 1912: fundação da Universidade Federal do Paraná, a primeira universidade do país.
- 1916: criação da Sociedade de Ciência Brasileira, depois Academia Brasileira de Ciências.
- 1917: começo da publicação do Anais da Academia Brasileira de Ciências.
- 1920: fundação da Universidade do Brasil, atual Universidade Federal do Rio de Janeiro.
- 1921: criação do Instituto Nacional de Tecnologia (INT).
- 1923: criação da Sociedade Brasileira de Química (SBQ).
- 1923: fundação da Rádio Sociedade, primeira radiodifusão do Brasil.
- 1924: criação da Associação Brasileira de Educação (ABE).
- 1925: instauração do Prêmio Einstein, por causa de sua visita ao Brasil.
- 1927: criação da Universidade Federal de Minas Gerais.
- 1934: criação da Universidade de São Paulo.
- 1935: criação da Universidade do Distrito Federal, atual Universidade do Estado do Rio de Janeiro.
- 1948: criação da Sociedade Brasileira para o Progresso da Ciência (SBPC).
- 1949: criação do Centro Brasileiro de Pesquisas Físicas (CBPF).
- 1951: criação do Conselho Nacional de Pesquisa (CNPq).
- 1952: criação do Instituto Nacional de Pesquisas da Amazônia (INPA).
- 1953: fundação do Departamento de Ciência e Tecnologia Aeroespacial (DCTA).
- 1956: criação da Comissão Nacional de Energia Nuclear (CNEN).
- 1961: criação do Instituto Nacional de Pesquisas Espaciais (INPE).
- 1961: criação do Instituto Nacional de Pesos e Medidas (INPM)
- 1962: criação da Fundação de Amparo à Pesquisa do Estado de São Paulo (FAPESP).
- 1967: criação do Conselho Nacional de Desenvolvimento Científico e Tecnológico (FINEP).
- 1973: criação do Instituto Nacional de Metrologia, Qualidade e Tecnologia (Inmetro).
- 1976: criação da Universidade Estadual Paulista (UNESP).
- 1985: criação do Ministério da Ciência e Tecnologia, atual Ministério da Ciência, Tecnologia e Inovação.

## Organização

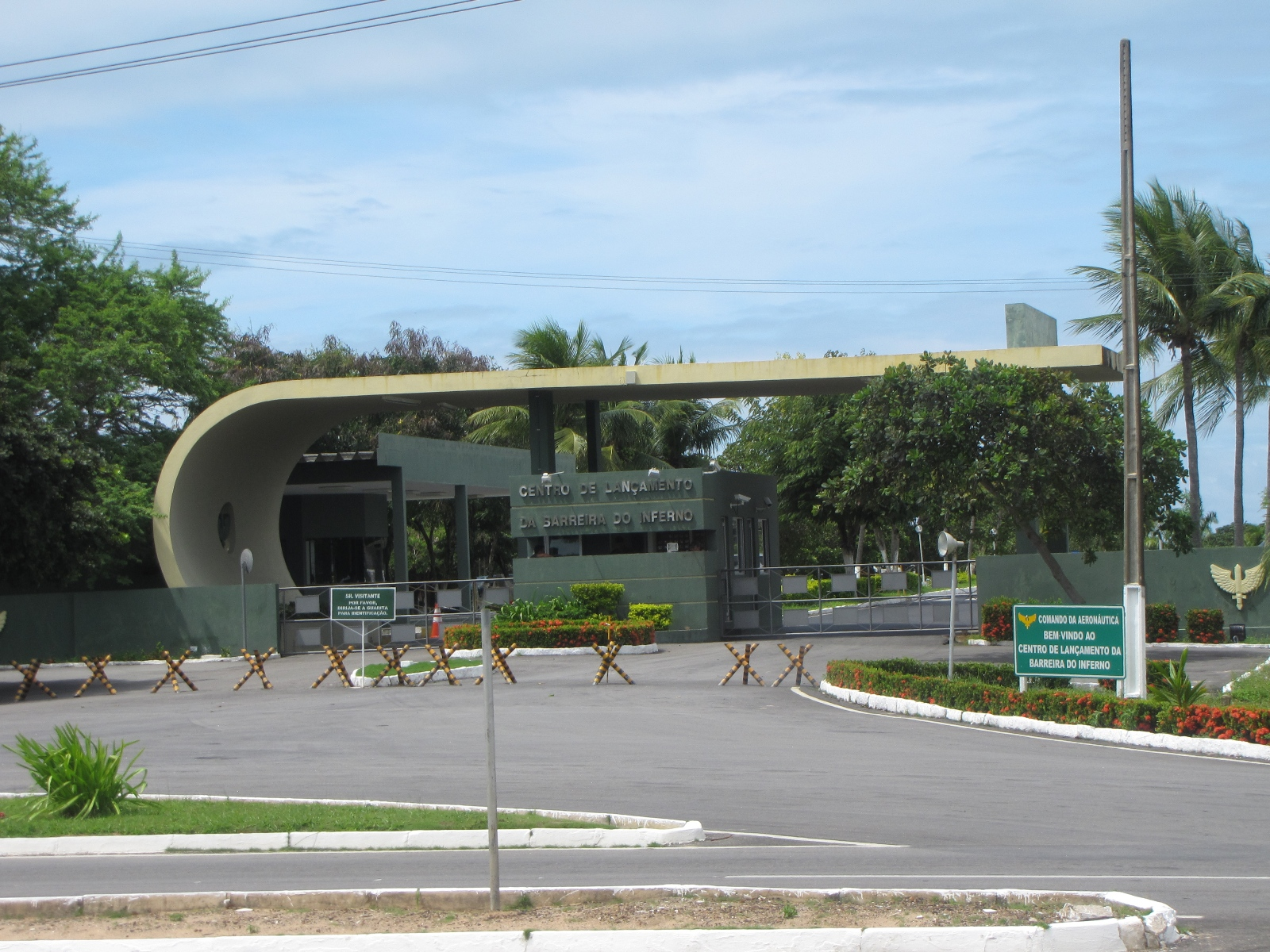
O Centro de Lançamento da Barreira do Inferno (CLBI) em Parnamirim (Rio Grande do Norte), a primeira base de lançamento de foguetes do Brasil e da América do Sul

A pesquisa básica é realizada no País pela maior parte em universidades, centros e institutos públicos de pesquisa, e alguma parte em instituições particulares — inclusive em organizações não governamentais (ONG).
Os agradecimentos aos regulamentos governamentais e os incentivos, de qualquer forma, desde os anos 1990 têm crescido também nas universidades e nas companhias particulares. Consequentemente, mais de 90% dos financiamentos para a pesquisa básica vem das fontes governamentais.
A pesquisa, a tecnologia e a engenharia aplicadas são realizadas também pela maior parte nas universidades e nos sistemas dos centros de pesquisa, em contrapartida, mais países desenvolvidos tais como os Estados Unidos, a Coreia do Sul, a Alemanha, o Japão, etc. As razões são muitas, mas as principais são:
- poucas companhias particulares brasileiras são competitivas e bastante ricas para ter um setor de pesquisa, desenvolvimento e inovação (P&D&I) próprio, desenvolvem geralmente produtos por meio de transferência de tecnologia de outras companhias geralmente estrangeiras;
- o setor privado altamente tecnológico no Brasil é dominado pelas grandes companhias multinacionais, que têm geralmente seus centros de P&D&I no ultramar, e, com algumas exceções, não investem em suas filiais brasileiras.

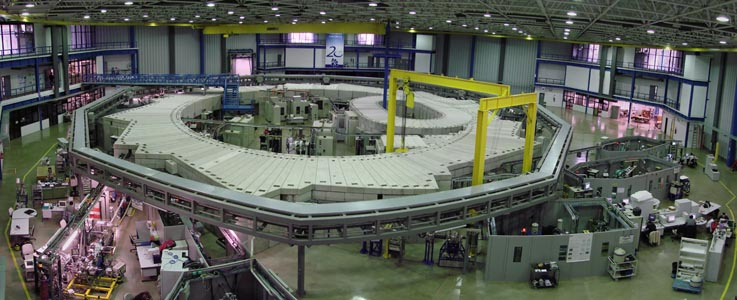
Uma foto panorâmica do Laboratório Nacional de Luz Síncrotron situado na cidade paulista de Campinas, um dos dois aceleradores de partículas da América Latina

Entretanto, há uma tendência significativa que inverte esta agora. Companhias estrangeiras tais como Motorola, Samsung, Nokia e IBM estabeleceram centros grandes de P&D&I neste território — a IBM tendo sido a pioneira, ao estabelecer um centro de pesquisa no País durante os anos 1970.

### A lei reguladora
Um dos fatores de incentivo para este, além do custo relativamente mais baixo, a sofisticação e as elevadas habilidades da força de trabalho técnica brasileira, foi a chamada lei da Informática ou da Ciência da Informação de 1984, que dispensa de determinados impostos até 5% do rendimento bruto da elevação — companhias de manufatura da tecnologia nos campos das telecomunicações, dos computadores, da eletrônica digital, etc.
A lei atraiu anualmente mais do que 1,5 bilhão de dólares estadunidenses do investimento em companhias multinacionais brasileiras de P&D&I. Descobriram também que alguns produtos e tecnologias projetados e desenvolvidos por brasileiros têm uma competitividade agradável e são apreciados por outros países, tais como automóveis, aviões, softwares, fibras ópticas, dispositivos elétricos etc.

### Período recente
Durante os anos 1980, o governo veio a perseguir uma política do protecionismo na computação. As companhias e as administrações foram obrigadas a usar o software e a ferragem nacionais, com o assunto das importações à autorização governamental. Isto incentivou o crescimento de companhias nacionais, mas apesar de seu desenvolvimento dos produtos como MSX clones, clones de consoles da Nintendo e o SOX Unix, o mercado interno de computação da época era prejudicado pela pouca oferta comparada aos concorrentes estrangeiros. O governo pouco a pouco foi autorizando mais importações, até a remoção total das barreiras. A indústria nacional de TI obteve algumas façanhas notáveis, particularmente na área de software.
O governo Fernando Henrique Cardoso trouxe significativos avanços na ciência e na tecnologia com programas de combate à AIDS e ao trazer já em janeiro de 1995 a internet em português para o Brasil. Em 2002, o País encenou a primeira eleição 100% eletrônica do mundo com 90% dos resultados obtidos dentro de 2 horas. O sistema é servido, particularmente, a um país com taxas relativamente elevadas de analfabetismo desde que pisca acima de uma fotografia do candidato antes que um voto esteja confirmado.
A gestão Lula lançou em 2005 um "computador pessoal" para promover uma inclusão digital com as finanças de governo disponíveis e uma configuração mínima fixa. Rejeitando o sistema operacional da Microsoft (Windows XP Starter Edition), está sendo enviado com um sistema brasileiro configurado de Linux que oferece funções básicas tais como processar texto e navegar pela internet. Um projeto para fazer acesso livre e barato à internet, no entanto, não saiu ainda do papel.
Como política de formação profissionalizante, em 2001 o Conselho Nacional de Educação (CNE), através do Ministério da Educação (MEC), emitiu um parecer que analisa os Cursos Superiores de Tecnologia presentes no Brasil. O texto referência as legislações que regulamentam a educação tecnológica e científica assim como a criação de Centros de Educação Tecnológica, estes devem formar e qualificar profissionais em várias modalidades e níveis, para diversos setores da economia e realizar pesquisas e desenvolvimento tecnológico de novos processos, produtos e serviços, articulando com os setores produtivos da sociedade. Cada instituição de ensino tecnológico, seja ele público ou particular, goza de autonomia na criação dos cursos profissionalizantes, desde que sigam as determinações e diretrizes estipuladas.
Regularmente o Ministério da Educação publica o Catálogo Nacional de Cursos Superiores de Tecnologia (CNCST) com o propósito de aprimorar e fortalecer os Cursos Superiores de Tecnologia, buscando assegurar a formação de tecnólogos com as necessidades do setor produtivo indicando as instituições de ensino, estudantes e a sociedade quais são os parâmetros exigidos dessa formação. O catálogo mais recente foi disponibilizado em 2023 e apresenta 13 eixos tecnológicos que são subdivididos nos diversos cursos superiores em tecnologia disponíveis no país. Estes eixos são: 
- Ambiente e Saúde;
- Controle e Processos Industriais;
- Desenvolvimento educacional e Social;
- Gestão e Negócios;
- Infraestrutura;
- Produção Alimentícia
- Produção Cultural e Design;
- Produção Industrial;
- Recursos naturais;
- Segurança;
- Turismo, Hospitalidade e Lazer;
- Militar.

A produção científica brasileira está intrinsecamente associada ao Ensino Superior público, mais de 95% das publicações feitas em 2017 se referem às universidades públicas, federais e estaduais . Isso se dá pela estrutura que as instituições de ensino superior públicas funcionam, os docentes devem exercer, além de atividades de ensino, atividades de extensão, administração em cargos na universidade e produção científica. Os docentes das universidades públicas devem ter, de acordo com a Lei n. 9.394/9 a formação mínima de pós-graduação, prioritariamente em programas de mestrado e doutorado. Dessa forma os docentes universitários são constantemente avaliados pela sua produção científica, seja orientando alunos de graduação e pós-graduação, ou em parcerias com outras instituições do Brasil e do mundo. Em 2021 o Brasil produziu 78.940 artigos científicos, cuja maioria é na área de Engenharia, seguida por Ciências Ambientais e ecologia. Em 2019 o Brasil tinha cerca de 68.877 doutores e 24.290 mestres titulados

## Financiamento

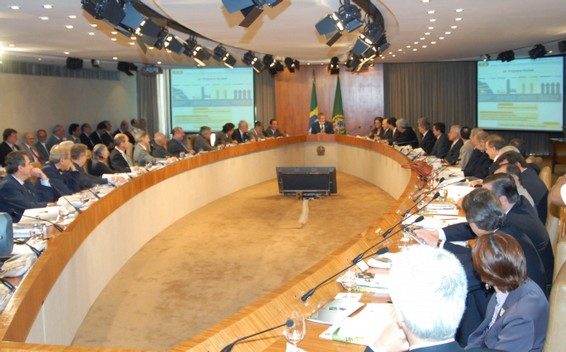
O presidente Luiz Inácio Lula da Silva fala na abertura da reunião de 3 de outubro de 2007 do Conselho Nacional de Ciência e Tecnologia, no Salão Oval do Palácio do Planalto, para discutir plano de ação do setor. Foto:Roosewelt Pinheiro/ABr.

Financiamentos para a pesquisa brasileira, o desenvolvimento e a inovação vem, principalmente, de seis fontes:
1. Fontes do governo (federal, estado e municipal). Há um número de organizações do estado que foram criadas na maior parte na década de 1950 especificamente para diretamente promover e financiar P&D&I, tal como o Conselho Nacional de Pesquisa (CNPq), que é nomeado agora Conselho Nacional de Desenvolvimento Científico e Tecnológico e a Finaciadora de Estudos e Projetos (FINEP), uma parte do Ministério da Ciência e Tecnologia (MCT). MCT é relativamente um ministério novo, tendo sendo criado em 1990. Antes deste, CNPq era a única instituição de pesquisa que concede no nível federal, trabalhando diretamente sob o Presidente da República. No nível do estado, quase todos os estados fundaram suas próprias fundações públicas para a sustentação de P&D&I, acompanhando o pioneirismo (e muito bem sucedido) do exemplo do estado de São Paulo, que criou a Fundação de Amparo à Pesquisa do Estado de São Paulo (FAPESP) em 1962. Estas fundações são garantidas geralmente por mudanças nas constituições dos estados, ao longo das décadas de 1980 e de 1990.
2. Financiar indiretamente através dos orçamentos de universidades, de institutos e de centros públicos e particulares. Algumas universidades, tais como Unicamp, têm suas próprias agências, fundações e fundos internos ajustados distante e controlados com a finalidade de suportar P&D&I por suas faculdades e seus estudantes.
3. Companhias públicas, tais como a Embrapa (Empresa Brasileira de Pesquisa Agropecuária). Sua fonte do rendimento é o governo próprio (através das distribuições orçamentárias pelos ministérios e pelas secretárias do estado) e investimento de uma parte dos produtos e serviços vendidos.
4. Indústrias, comércio e dos serviços das companhias particulares, geralmente para seus próprios centros de P&D&I, ou através de algum benefício fiscal (leis da isenção de imposto), como a lei da Ciência da Informação.
5. Associações e fundações nacionais particulares,ONGs, crowdfunding ou financiamento coletivo,[38] através de estabelecido em virtude de lei, os mecanismos ou das doações por pessoas físicas ou jurídicas. Um exemplo é a Fundação Banco do Brasil.
6. Financiando por outras nações, organizações internacionais e instituições multilateral, tais como a Fundação Rockefeller, a Fundação Ford, o Banco Interamericano de Desenvolvimento, o Banco Mundial, a UNESCO, o PNUD, a Organização Mundial da Saúde, a Fundação Bill e Melinda Gates, a Fundação Volkswagen, para nomear apenas algumas das mais importantes na história da ciência e da tecnologia brasileira.

Esses investimentos dão-se principalmente por meio de editais, as instituições de fomento  publicam estes editais com os critérios necessários de contemplação, já as instituições privadas os fazem por meio de parcerias com universidades e instituições públicas ou com seus próprios critérios. O financiamento mais simples que temos no Brasil são as bolsas do Programa Institucional de Bolsas de Iniciação Científica (PIBIC), seu objetivo é promover uma ênfase científica a alunos de graduação de diversas áreas, existem alguns casos que alunos de ensino médio técnico integrado são contemplados. Os projetos de pesquisas nos quais os discentes participam devem ter qualidade acadêmica, mérito científico e orientação adequada por um pesquisador qualificado. Além disso, temos ainda o Programa Institucional de Bolsas de Iniciação em Desenvolvimento Tecnológico e Inovação (PIBITI) que visa proporcionar ao bolsista, orientado por um pesquisador qualificado, a aprendizagem de técnica e métodos de pesquisa tecnológica. Essas bolsas necessitam dedicação exclusiva dos discentes.
Ao nível de Pós-graduação temos as bolsas cedidas pelos programas de pós-graduação das Universidades Públicas, estas dependem do nível que os programas de pós-graduação tem na CAPES com editais e requisitos próprios. Além destas bolsas o mestrando ou doutorando ainda pode se candidatar a diversos editais disponibilizados pelas Instituições de Fomento.
Além dessas bolsas destinadas à formação científica temos as bolsas de Produtividade em Pesquisa (PQ) e Produtividade em Pesquisa Sênior (PQ-Sr), destinadas a pesquisadores que possuam produção científica, tecnológica e de inovação de destaque em suas respectivas áreas do conhecimento. Estas são disponibilizadas por chamadas periódicas pelo Conselho Nacional de Desenvolvimento Científico e Tecnológico (CNPQ).
Ainda as Universidades públicas podem fundar suas próprias Fundações de Apoio (FAP), entidades de direito privado, sem fins lucrativos com personalidade jurídica que apoia a instituição pública na captação de recursos para o desenvolvimento institucional, pesquisa, extensão, cultura, assistência e inovação, viabilizando parcerias e convênios com outras instituições públicas e privadas.

## Instituições científicas

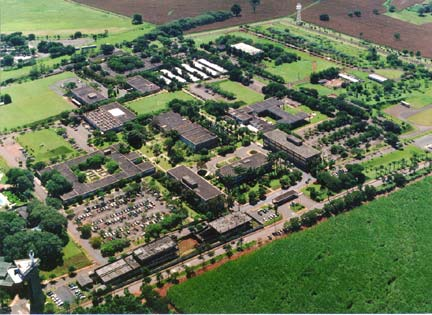
Institutos de Tecnologia da Universidade Estadual de Campinas (Unicamp)

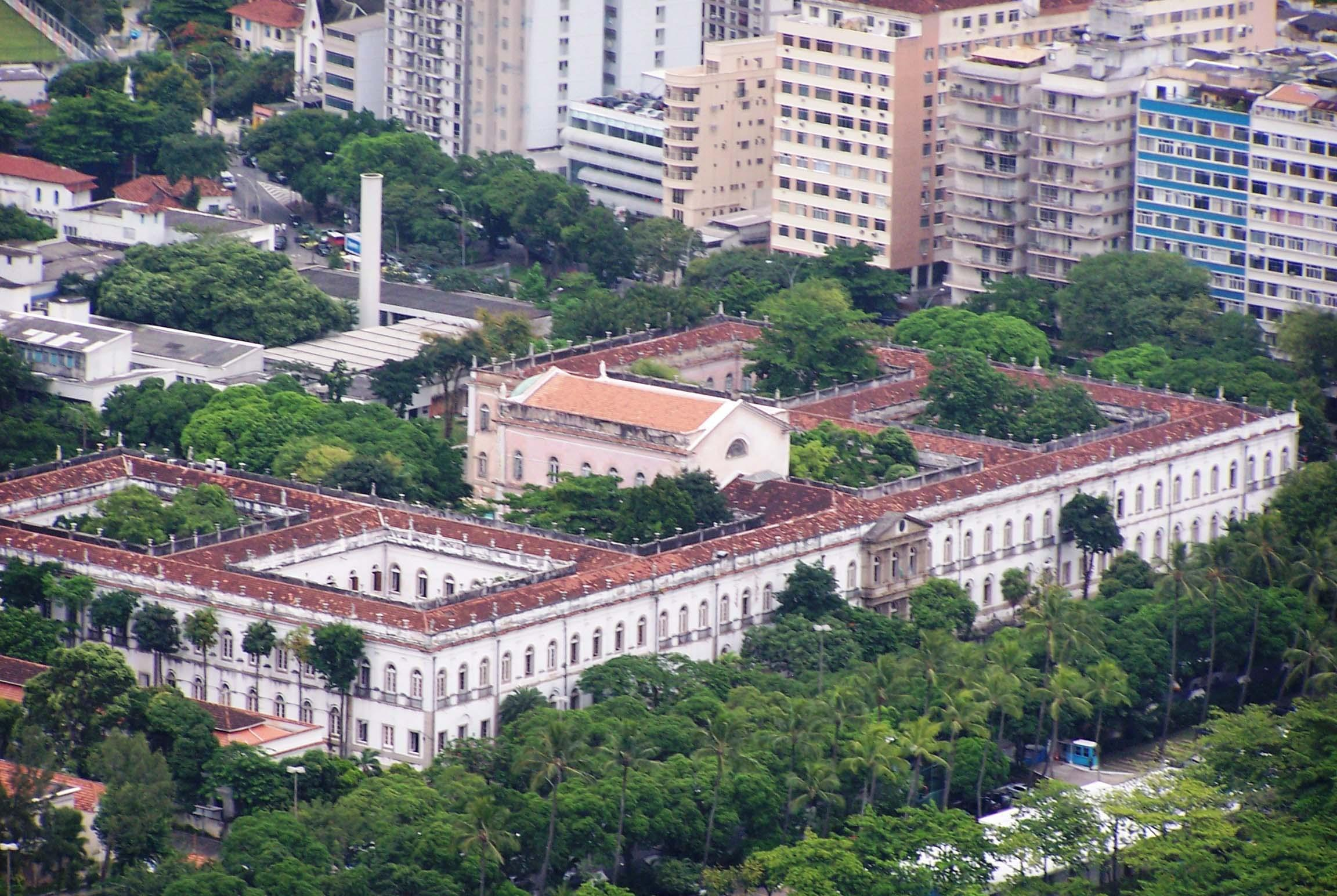
O "Palácio Universitário", sede do campus Praia Vermelha da UFRJ no Rio de Janeiro

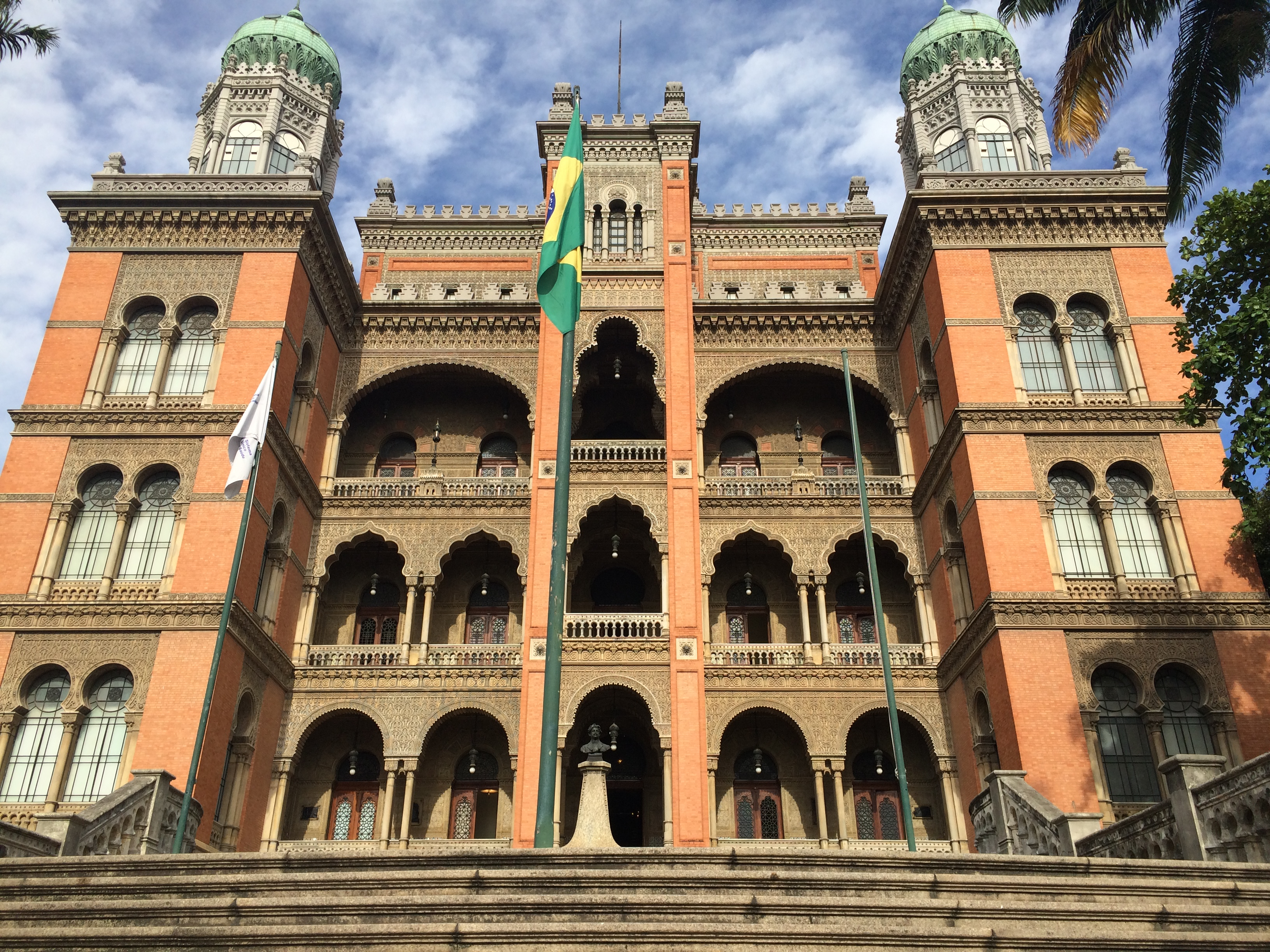
A Fundação Oswaldo Cruz (Fiocruz)

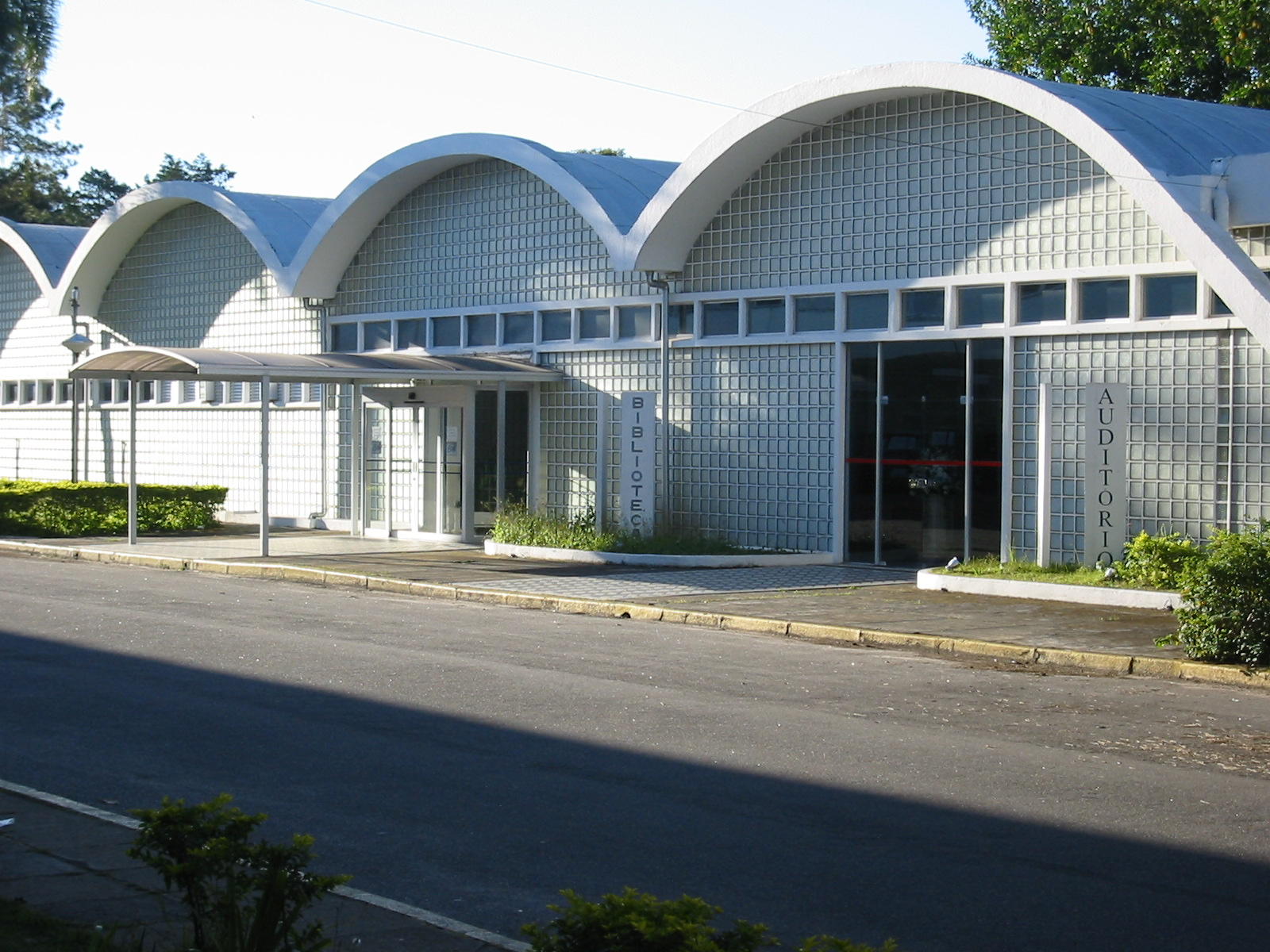
O Instituto Tecnológico de Aeronáutica (ITA)

A pesquisa tecnológica no Brasil é em grande parte realizada em universidades públicas e institutos de pesquisa. Alguns dos mais notáveis polos tecnológicos do Brasil são os institutos Oswaldo Cruz, Butantan, Departamento de Ciência e Tecnologia Aeroespacial, Empresa Brasileira de Pesquisa Agropecuária e o INPE.

### Universidades
Segue abaixo a lista de universidades brasileiras com maior relevância e produção científica bem como mais investimentos nessa produção:
Instituições públicas de ensino superior
- Universidade de São Paulo - USP
- Universidade Estadual de Campinas - Unicamp
- Universidade Federal do Rio de Janeiro - UFRJ
- Universidade Estadual Paulista - UNESP
- Universidade Federal de Minas Gerais - UFMG
- Universidade Federal do Rio Grande do Sul - UFRGS
- Universidade Federal de Santa Catarina - UFSC
- Universidade de Brasília - UnB
- Universidade Federal de São Paulo - UNIFESP
- Universidade Federal do Paraná - UFPR
- Universidade Federal de São Carlos - UFSCAR
- Universidade Federal de Pernambuco - UFPE
- Universidade Federal Fluminense - UFF
- Universidade do Estado do Rio de Janeiro - UERJ
- Universidade Federal do Ceará - UFC
- Universidade Federal da Bahia - UFBA
- Universidade Federal de Viçosa - UFV

Instituições privadas de ensino superior
- Pontifícia Universidade Católica do Rio de Janeiro - PUC-Rio
- Pontifícia Universidade Católica de São Paulo - PUC-SP
- Pontifícia Universidade Católica do Rio Grande do Sul - PUCRS

### Institutos de pesquisa e desenvolvimento
- Centro Brasileiro de Pesquisas Físicas (CBPF) — Rio de Janeiro
- Centro de Pesquisa e Desenvolvimento em Telecomunicações — Campinas
- Centro de Tecnologia da Informação Renato Archer — Campinas
- Departamento de Ciência e Tecnologia Aeroespacial (DCTA) — São José dos Campos
- Empresa Brasileira de Pesquisa Agropecuária (EMBRAPA) — Brasília
- Fundação Oswaldo Cruz (Fiocruz) — Rio de Janeiro
- Instituto Adolfo Lutz (IAL) — São Paulo
- Instituto Agronômico de Campinas (IAC) — Campinas
- Instituto Biológico (IB) — São Paulo
- Instituto Butantan (IBu) — São Paulo
- Instituto de Astronomia, Geofísica e Ciências Atmosféricas (IAG) — São Paulo
- Instituto de Economia Agrícola (IEA) — São Paulo
- Instituto de Estudos Avançados (IEAv) — São José dos Campos
- Instituto de Infectologia Emílio Ribas (IIER) — São Paulo
- Instituto de Medicina Tropical (IMTSP) — São Paulo
- Instituto de Pesquisas Energéticas e Nucleares (IPEN) — São Paulo
- Instituto de Pesquisas Tecnológicas (IPT) — São Paulo
- Instituto de Tecnologia do Paraná (TECPAR) — Curitiba
- Instituto de Tecnologia para o Desenvolvimento (LACTEC) — Curitiba
- Instituto Evandro Chagas (IEC) — Belém
- Instituto Internacional de Física (IIF) — Natal
- Instituto Internacional de Neurociências de Natal (IINN) — Natal
- Instituto Nacional de Matemática Pura e Aplicada (IMPA) — Rio de Janeiro
- Instituto Nacional de Pesquisas da Amazônia (INPA) — Manaus
- Instituto Nacional de Pesquisas Espaciais (INPE) — São José dos Campos
- Instituto Nacional de Tecnologia (INT) — Rio de Janeiro
- Instituto Pasteur (IP) — São Paulo
- Instituto Tecnológico de Aeronáutica (ITA) — São José dos Campos
- Laboratório Nacional de Luz Síncrotron (LNLS) — Campinas
- Laboratório Nacional de Computação Científica (LNCC) - Petrópolis
- Museu Paraense Emílio Goeldi (MPEG) — Belém

### Sociedades científicas
- Academia Brasileira de Ciências
- Sociedade Brasileira de Informática em Saúde
- Academia Nacional de Medicina
- Sociedade Brasileira para o Progresso da Ciência
- Sociedade Astronômica Brasileira[44]

## Personalidades, inventores e inventos

O paranaense César Lattes (esquerda) e os pernambucanos Mário Schenberg (centro) e José Leite Lopes (direita) — estes considerados os três maiores físicos brasileiros — em reunião no CNPq, 1958.

O Brasil também tem um grande número de notáveis inventores. Em 1709, o padre jesuíta Bartolomeu de Gusmão criou a Passarola, a primeira aeronave conhecida no mundo a efetuar um voo. O padre Roberto Landell de Moura foi o pioneiro na transmissão da voz, quando, em 1893, transmitiu sua própria voz por oito quilômetros de distância através de equipamentos de rádio próprios e patenteados no Brasil. Em 1861, o padre Francisco João de Azevedo criou o primeiro protótipo de uma máquina de escrever. Santos Dumont construiu e voou os primeiros balões dirigíveis com motor a gasolina, o que lhe rendeu a conquista do Prêmio Deutsch em 1901, e, em 1906, realizou os primeiros voos homologados de um aparelho mais pesado que o ar. Em 1922, Conrado Wessel descobriu e patenteou uma fórmula nova para a revelação fotográfica e abriu a primeira fábrica de papéis fotográficos do Brasil, mais tarde adquirida pela Kodak. O físico brasileiro César Lattes foi o codescobridor do méson pi, em 1947. Em 1977, Andreas Pavel criou o primeiro reprodutor de áudio portátil e Nélio José Nicolai criou o identificador de chamadas. O engenheiro Nelson Bardini criou o cartão telefônico em 1978. Em 1996, a urna eletrônica brasileira foi criada por um trabalho conjunto de técnicos do Instituto Nacional de Pesquisas Espaciais, Aeronáutica, Ministério do Exército e do Tribunal Superior Eleitoral.
Na área médica, cientistas brasileiros foram responsáveis por importantes descobertas. Vital Brasil descobriu a especificidade do soro antiofídico e Carlos Chagas foi o descobridor da Doença de Chagas. Oswaldo Cruz iniciou importantes estudos sobre doenças tropicais e fundou o Instituto Oswaldo Cruz. Henrique da Rocha Lima foi o descobridor da bactéria que causa a tifo, a Rickettsia rickettsii, e Mauricio Rocha e Silva descobriu a bradicinina, um hormônio usado no combate à hipertensão. Em 1971, o famoso médico Euryclides Zerbini inventou a válvula coronária.
|                                                                                |  |               |
| Artur Ávila, primeiro latino-americano (e lusófono) a ganhar a Medalha Fields. |  | Osvaldo Cruz. |

|                                                  |  |                                                 |
| Vital Brazil, desenvolvedor do soro antiofídico. |  | Carlos Chagas, descobridor da Doença de Chagas. |

|                        |  |                           |
| Alberto Santos Dumont. |  | Roberto Landell de Moura. |

- Mário Schenberg — considerado o maior físico teórico do Brasil.[55]
- José Leite Lopes — único físico brasileiro detentor do UNESCO Science Prize.[56]
- Artur Ávila — matemático brasileiro, único latino-americano ganhador da Medalha Fields.[57][58]
- Paulo Ribenboim — único matemático brasileiro com verbete biográfico no The MacTutor.[59]
- Leopoldo Nachbin — matemático criador da teoria de "Espaços Hewitt-Nachbin" e do Teorema de Nachbin.[60]
- Jacob Palis — matemático detentor do Prêmio Balzan.[61]
- Abrahão de Moraes — astrônomo, físico, matemático e importante professor universitário brasileiro.
- Eduardo Krieger — médico e fisiologista, presidente da Academia Brasileira de Ciências.
- Fernando de Mendonça — engenheiro eletrônico, fundador do INPE
- Fritz Köberle — médico e patologista, descobridor do mecanismo dos nervos da doença de Chagas.
- Jayme Tiomno — físico.
- Aron Simis — matemático.
- Newton da Costa — matemático.
- José Reis — virologista.
- Marcelo Damy — físico.
- Nise da Silveira — psiquiatra.
- Rosaly Lopes — astrônoma.
- Duília de Mello — astrônoma.
- Thaisa Storchi Bergmann — astrofísica.
- Suzana Herculano-Houzel — neurocientista.
- Maurício Rocha e Silva — médico e farmacologista, codescobridor da bradicinina.
- Oscar Sala — físico nuclear.
- Manfredo do Carmo — matemático.
- Elon Lages Lima — matemático.
- Oswaldo Cruz — médico e epidemiologista.
- Joaquim Cardozo — engenheiro responsável pelos cálculos de diversas edificações projetadas por Oscar Niemeyer.[62]
- Renato Sabbatini — um dos fundadores da Sociedade Brasileira de Informática em Saúde.
- Roberto Salmeron — físico nuclear.
- Sérgio Henrique Ferreira — médico e farmacologista.
- Vital Brazil — médico e imunologista, descobridor do soro antiofídico.
- Warwick Estevam Kerr — biólogo e geneticista.
- José Carlos de Figueiredo Ferraz — Engenheiro, concebeu a estrutura em concreto protendido do MASP.

### Invenções brasileiras
Algumas das invenções realizadas por brasileiros: Invenções marcadas com asterisco (*) são as que possuem o pioneirismo do inventor contestado, ou em que vários inventores de lugares diferentes contribuíram para o invento.
- Avião *, por Santos Dumont
- Copo americano, por Nadir Figueiredo[64]
- Escorregador de arroz, por Therezinha Beatriz de Andrade[65]
- Bina, por Nélio José Nicolai
- Urna eletrônica, por Carlos Prudêncio[66]
- Orelhão, por Chu Ming Silveira
- Futevôlei, por Otávio Morais
- Lacre de Segurança de Plástico, por Eduardo Lima[67]
- Painel eletrônico, por Carlos Eduardo Lamboglia[68]
- Toca-fitas portátil, por Andreas Pavel
- Fotografia *, por Hércules Florence
- Coração artificial, por Aron de Andrade[69]
- Terço eletrônico, por Josué Corrêa de Lacerda[70]
- Tênis computadorizado, pela Alpagartas Brasil[71]
- Cartão telefônico, por Nelson Guilherme Bardini[72]
- Máquina de escrever *, por Francisco João de Azevedo[73]
- Sangue artificial *, por Eliana Abdelhay[74][75][76]
- Dirigível *, por Augusto Severo de Albuquerque Maranhão[77] (ver: Pax (dirigível)
- Balão a ar quente, por Bartolomeu de Gusmão
- Abreugrafia, por Manuel Dias de Abreu
- Vacina contra Hepatite B, por Nicolai Granovski[78]
- Rádio *, por Roberto Landell de Moura

### Descobertas brasileiras
Algumas das descobertas realizadas por brasileiros: Descobertas marcadas com asterisco (*) são as que possuem o pioneirismo do decobridor contestado, ou em que vários cientistas de lugares diferentes contribuíram para a descoberta.
- Doença de Chagas, por Carlos Chagas
- Bradicinina, por Maurício Rocha e Silva
- Primeiras bacias de Petróleo em camadas pré-sal *, pela Petrobras[79][80]
- Soro antiofídico, por Vital Brazil
- Méson pi *, por César Lattes

## Programa espacial

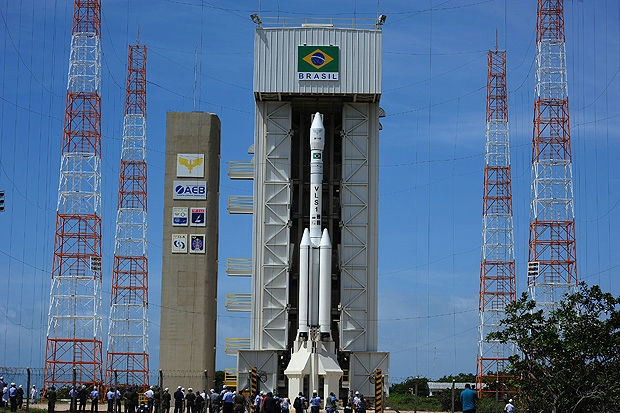
Centro de Lançamento de Alcântara, no Maranhão

O Programa Espacial Brasileiro compreende a pesquisa e o desenvolvimento das tecnologias de veículos lançadores, de produção de satélites e a criação dos serviços a eles relacionados em benefício do desenvolvimento econômico e social do Brasil.
Pode-se dizer que o moderno Programa Espacial Brasileiro, teve início em 1956, quando técnicos brasileiros tiveram o primeiro contato com alguma forma de atividade na área espacial, com a montagem de uma estação de rastreio no arquipélago de Fernando de Noronha, por efeito de um acordo entre Brasil e Estados Unidos, para rastrear as transmissões das cargas úteis dos foguetes lançados de Cabo Canaveral. A criação da NASA em 1958 e o aumento da potência de transmissão dos engenhos espaciais, tornaram a estação obsoleta, e depois de quatro anos de atividades, o programa foi encerrado em 1960.
O Comando-Geral de Tecnologia Aeroespacial (CTA) e a Agência Espacial Brasileira (AEB) anunciaram o desenvolvimento de uma nova família de veículos lançadores com capacidade para transportar satélites e plataformas espaciais de pequeno, médio e grande porte a órbitas baixas, médias e de transferência geoestacionária. Denominado Programa Cruzeiro do Sul (em referência as cinco estrelas da constelação Cruzeiro do Sul) a nova família de lançadores, composta pelos veículos Alfa, Beta, Gama, Delta e Épsilon, atenderá tanto as missões espaciais propostas no Programa Nacional de Atividades Espaciais (PNAE) da AEB, como também as missões de clientes internacionais. Atualmente o país mantém uma série de foguetes de sondagem capazes de vôos suborbitais como os das séries VS-30 e VS-40 com dezenas de lançamentos desde o país e no exterior.
Em dezembro de 2021, foi realizado com sucesso na Operação Cruzeiro o primeiro vôo de um motor Scramjet do CLA, movido pelo foguete VSB-30 V32, o motor será usado no veículo hipersônico 14-X.